# Eunicicolidae
Eunicicolidae är en familj av kräftdjur. Eunicicolidae ingår i ordningen Poecilostomatoida, klassen Maxillopoda, fylumet leddjur och riket djur.
Familjen innehåller bara släktet Eunicicola.